# Axinidris occidentalis
Axinidris occidentalis é uma espécie de inseto do gênero Axinidris, pertencente à família Formicidae.